# Ana Romero
Ana María Romero Moreno (n. Sevilla; 14 de junio de 1987), también conocida como Willy, es una exfutbolista y médica española. Jugaba como delantera, y su último equipo fue el Real Betis de la Primera División Femenina de España.

## Clubes
| Club              | País         | Año       |
| ----------------- | ------------ | --------- |
| Sevilla F. C.     | España       | 2005-2007 |
| Rayo Vallecano    | España       | 2007-2010 |
| R. C. D. Espanyol | España       | 2010-2013 |
| F. C. Barcelona   | España       | 2013-2015 |
| Valencia C. F.    | España       | 2015-2016 |
| Ajax de Ámsterdam | Países Bajos | 2016-2018 |
| Real Betis        | España       | 2018-2020 |

## Palmarés

### Campeonatos nacionales
| Título           | Club            | País   | Año     |
| ---------------- | --------------- | ------ | ------- |
| Copa de la Reina | Rayo Vallecano  | España | 2008    |
| Primera División | Rayo Vallecano  | España | 2008-09 |
| Primera División | Rayo Vallecano  | España | 2009-10 |
| Primera División | F. C. Barcelona | España | 2013-14 |
| Copa de la Reina | F. C. Barcelona | España | 2014    |
| Primera División | F. C. Barcelona | España | 2014-15 |

## Vida personal
Romero mantiene una relación con la futbolista neerlandesa Merel van Dongen.